# アーノルド・ヤンセン
アーノルド・ヤンセン（ドイツ語：Arnold Janssen、1837年11月5日 – 1909年1月15日）は、カトリック教会の司祭で神言会及び2つの女子修道会の創設者。カトリック教会の聖人で、記念日は1月15日。

## 略歴
ヤンセンは、ドイツラインラントの町ゴッホで誕生し、オランダとの国境近くにあったボーディングスクール（Collegium Augustinianum Gaesdonck）で勉学に励んだ。
ヤンセンは1861年、司祭に叙階された。1875年、彼はオランダのシュタイルで土地を購入し大天使聖ミカエル神学校を開校した。それから数年以内に多くの神学生、神父、修道士により伝道の準備を進め、最初の宣教師としてヨゼフ・フライナーデメッツとジョン・アンザーの2人を中国に派遣した。ヤンセンはまた、1889年12月8日に聖霊奉侍布教修道女会、1896年9月8日に永久礼拝聖霊奉侍修道女会の2つの女子修道会を創立した。
2003年10月5日、ヤンセンとヨゼフ・フライナーデメッツは、アフリカにおける重要な宣教師であったダニエル・コンボーニとともに、ヨハネ・パウロ2世により列聖された。